# Agapanthia annularis
Agapanthia annularis är en skalbaggsart som först beskrevs av Olivier 1795.  Agapanthia annularis ingår i släktet Agapanthia och familjen långhorningar.
Artens utbredningsområde är Portugal. Inga underarter finns listade i Catalogue of Life.

## Bildgalleri

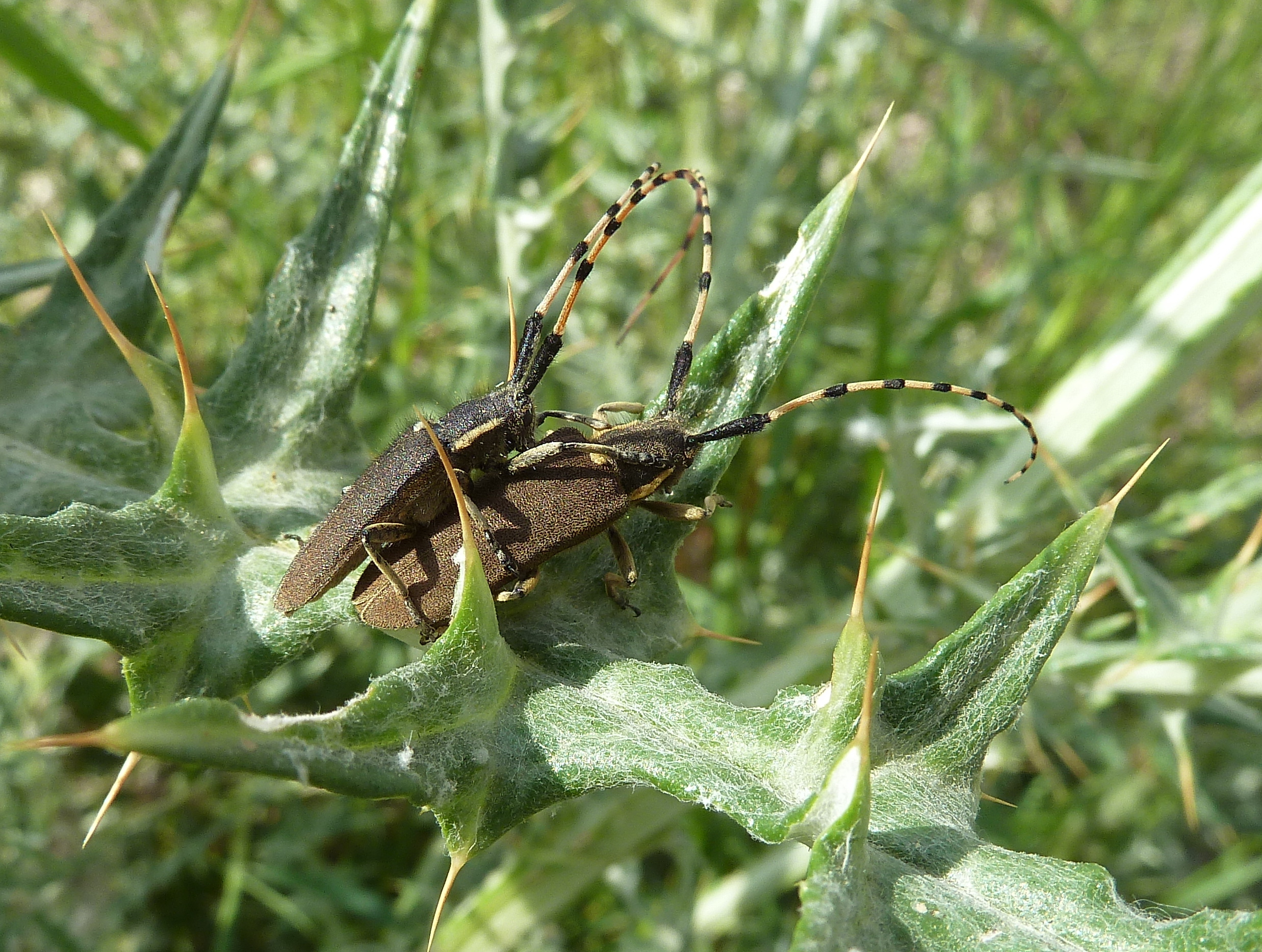
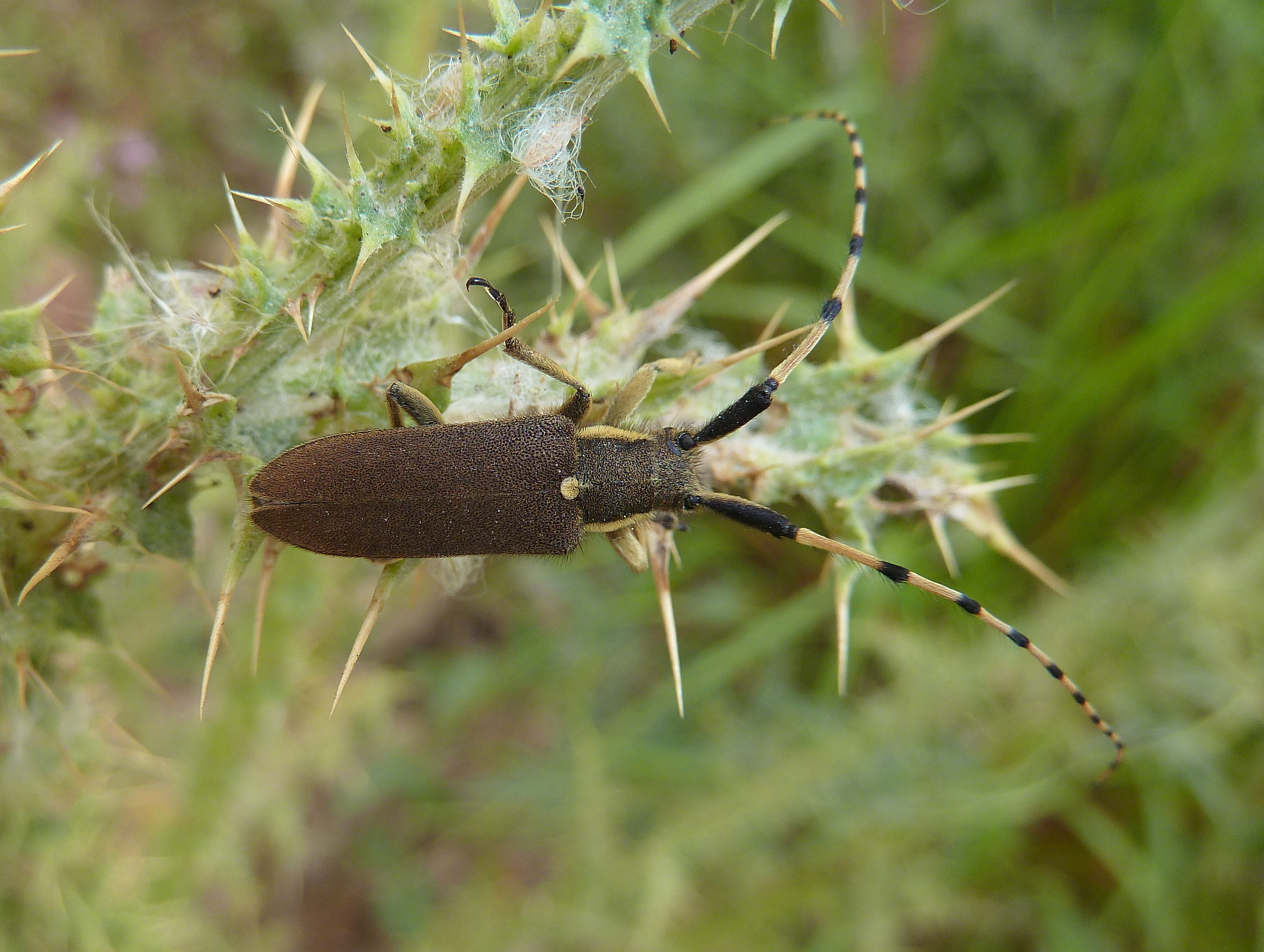
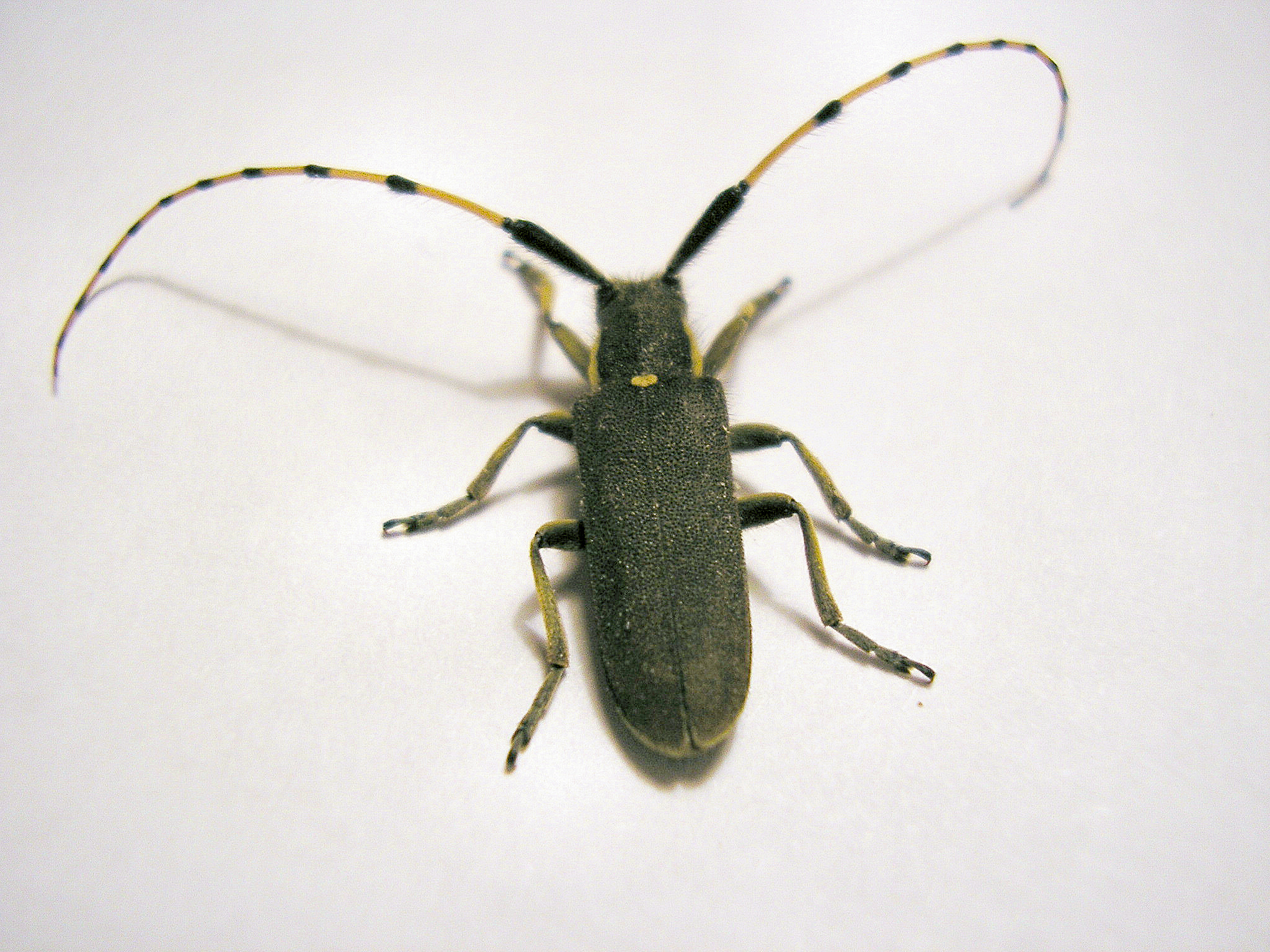